# Robert (pseudonyme)
Pour les articles homonymes, voir Robert.
Robert est un pseudonyme.

## Personnalités portant ce pseudonyme
- RoBERT (1964-) chanteuse française.
- Robert (1971-), Robert da Silva Almeida, footballeur brésilien.
- Robert (1981-), Robert de Pinho de Souza, footballeur brésilien.

## Pages connexes
- Robert (prénom)
- Robert (patronyme)